# Taloga
Taloga är administrativ huvudort i Dewey County i Oklahoma. Enligt 2010 års folkräkning hade Taloga 299 invånare.